# Josep Maria Antó
Josep Maria Antó Boqué (Cornellá de Llobregat, 1952) es un médico español. 
En el 1975 se licenció en medicina en la Universidad Autónoma de Barcelona, donde se doctoró en el año 1990. Desde 1986 trabaja en el IMIM (Instituto Municipal de Investigación Médica), donde ha sido jefe del Departamento de Epidemiología y Salud Pública. Actualmente es director del Centro de Investigación en Epidemiología Ambiental (CREAL), director de la Xarxa de Recerca Biomèdica del Centre d'Epidemiologia i Salut Pública (CIBERESP) y profesor de medicina de la Universidad Pompeu Fabra. También es miembro del Consejo Asesor del Departamento de Salud de la Generalidad de Cataluña.
Su búsqueda se centra principalmente en la epidemiología del asma y de la enfermedad pulmonar obstructiva crónica, dirigida hacia la identificación de los determinantes ambientales y la prevención de estas enfermedades.
En el año 1995 recibió el premio Narcís Monturiol al mérito científico de la Generalidad de Cataluña y en el 2009 la Medalla Josep Trueta. Ha sido miembro de los consejos asesores y de redacción de les revistas científicas American Journal of Epidemiology,  European Journal of Public Health y European Respiratory Journal.

## Obra
- Epidemiological Investigations of Asthma Epidemics (tesis doctoral)[2]
- Cournant Lecture (European Respiratory Society, 1994)